# رانا کالونی
رانا کالونی (به انگلیسی: Rana Colony) یک منطقهٔ مسکونی در پاکستان است.